# 2013 SD106
2013 SD106 est un cubewano ayant une magnitude absolue de 6,34 avec un diamètre estimé à environ 225 km.